# Monnaie royale des Pays-Bas
Pour les autres articles nationaux ou selon les autres juridictions, voir Liste des ateliers de fabrication de monnaies.
La Monnaie royale des Pays-Bas ou Monnaie royale néerlandaise (en abrégé : KNM, en néerlandais : Koninklijke Nederlandse Munt) est la fabrique de monnaie nationale du royaume des Pays-Bas. Elle fait partie du groupe belge Heylen depuis 2016.
Cette société s'est spécialisée dans la frappe de la monnaie de circulation courante, mais aussi de pièces de collection, de médailles, de timbres-poste en argent et autres gadgets.

## Histoire
Depuis 1567, les pièces des Pays-Bas sont frappées à Utrecht.
Jusqu'en 1994, la Koninklijke Nederlandse Munt NV, aussi alors appelée Rijks Munt était une société parastatale. À la suite du décret royal du 15 juin 1994, la compagnie est devenue une société indépendante dont le royaume des Pays-Bas est l'actionnaire à 100 %.
En novembre 2016, l'État revend l'institution à la société belge Heylen, basée à Herentals, pour 3,6 millions d'euros
Depuis 2018, La frappe et la commercialisation des pièces et des médailles commémoratives de la Belgique ont été attribuées à la Monnaie Royale des Pays-Bas.